# توغو أوميدا
توغو أوميدا (باليابانية: 梅田 透吾) (مواليد 23 يوليو 2000) هو لاعب كرة قدم ياباني.

## وصلات خارجية
- توغو أوميدا على موقع الاتحاد الدولي (مؤرشف)  (الإنجليزية)
- توغو أوميدا على موقع رابطة كرة القدم اليابانية للمحترفين (اليابانية)
- توغو أوميدا على موقع قاعدة بيانات كرة القدم.إي يو (الإنجليزية)
- توغو أوميدا على موقع Soccerway.com (الإنجليزية)
- توغو أوميدا على موقع عالم كرة القدم.نت (الإنجليزية)